# Coenosia nivea
Coenosia nivea är en tvåvingeart som beskrevs av Friedrich Hermann Loew 1872. Coenosia nivea ingår i släktet Coenosia och familjen husflugor. Inga underarter finns listade i Catalogue of Life.